# Teodoro Bacani
Teodoro Bacani (ur. 16 stycznia 1940 w Bataan) – filipiński duchowny rzymskokatolicki, w latach 2002–2003 biskup Novaliches.

## Życiorys
Święcenia kapłańskie przyjął 21 grudnia 1965. 6 marca 1984 został prekonizowany biskupem pomocniczym Manili ze stolicą tytularną Gauriana. Sakrę biskupią otrzymał 12 kwietnia 1984. 7 grudnia 2002 został mianowany biskupem Novaliches. 25 listopada 2003 zrezygnował z urzędu.